# Santulhão
Santulhão est une freguesia du Nord-Est du Portugal, située dans la région de Trás-os-Montes, dans la municipalité de Vimioso. Sa superficie est de 47,53 km2 et sa population de 423 habitants (en 2011).
Santulhão est situé entre le rio Sabor à l'ouest qui le sépare de la ville d'Izeda, et le village de Carção à l'est. Il est situé à 17 km au sud-ouest du siège de sa municipalité (concelho), Vimioso.